# Tomaso Pombioli

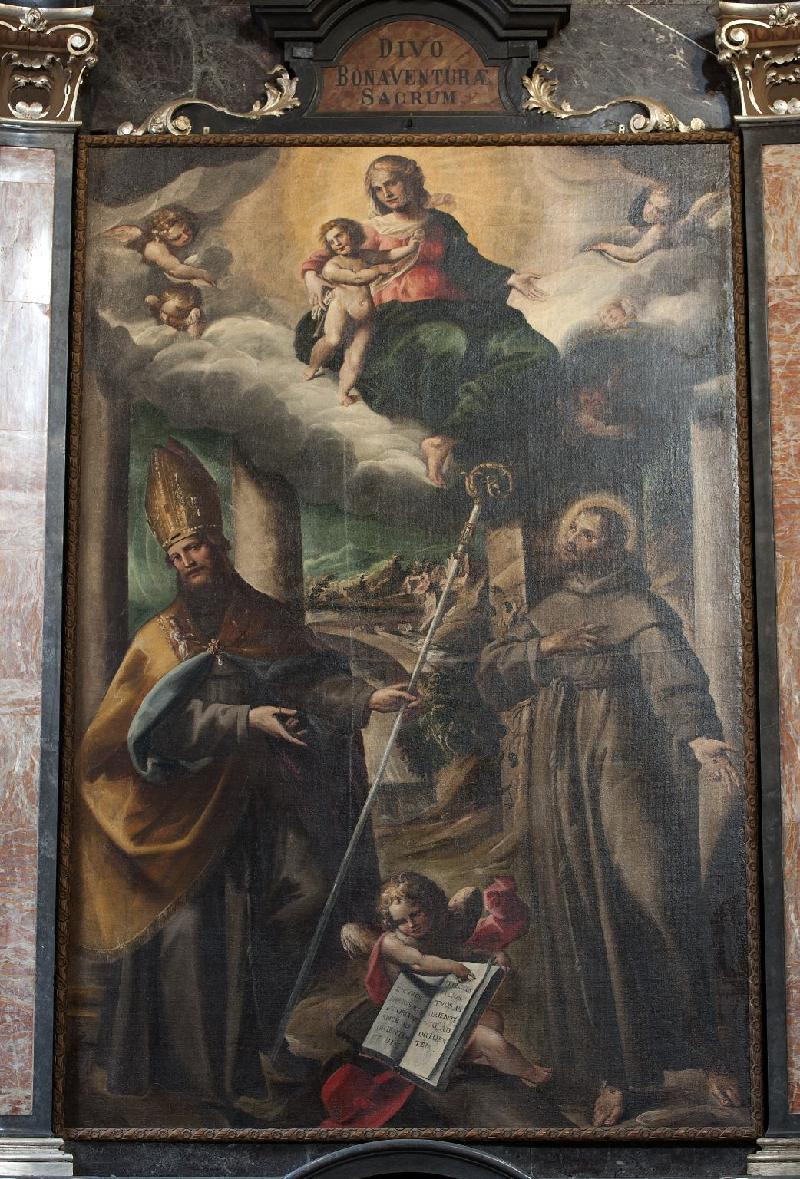
Madonna col Bambino e angeli-Chiesa di San Berardino-Crema

Tomaso Pombioli, detto il Conciabracci (Crema, 1º dicembre 1579 – Crema, 1636), è stato un pittore italiano.

## Biografia
Il pittore nacque a Crema, vivendo in prossimità della chiesa della Santissima Trinità. Veniva chiamato il Conciabracci per l'attività di famiglia di restauratori degli arti delle statue lignee, come risulterebbe da alcuni documenti riguardanti il padre o soggetti della sua parentela. L'artista fu attivo negli ultimi anni del XVI secolo fino al 1636 data riconducibile all'ultima sua opera Ritratto di suonatori con chitarra conservato nella pinacoteca dell'Accademia Tadini. Egli lavorò maggiormente per la provincia cremonese e per le province confinanti. 
Entrò come allievo, all'età di quindici anni nella bottega del cremonese Gervasio Gatti detto il Sojano. La sua formazione artistica nasce anche dallo studio degli artisti rinascimentali seicenteschi attivi sul territorio lombardo e veneto, che avevano lasciato importanti lavori a Cremona e nella zona tra Crema, Bergamo e Brescia. I suoi dipinti furono formativi per l'artista Giovanni Giacomo Barbelli tanto che alcune opere furono a volte erroneamente attribuite al Bardelli.
Pombioli usava spesso modelli risalenti all'arte post concilio di Trento che, grazie alla riproduzione con la tecnica delle incisioni, erano diventate note in tutta Europa, in particolare questo fa riferimento al ciclo della Beata Vergine conservata nell'oratorio mariano di Calvenzano. La critica vorrebbe il suo lavoro migliore nella realizzazione dell'opera e a fresco piuttosto che i lavori su tela.

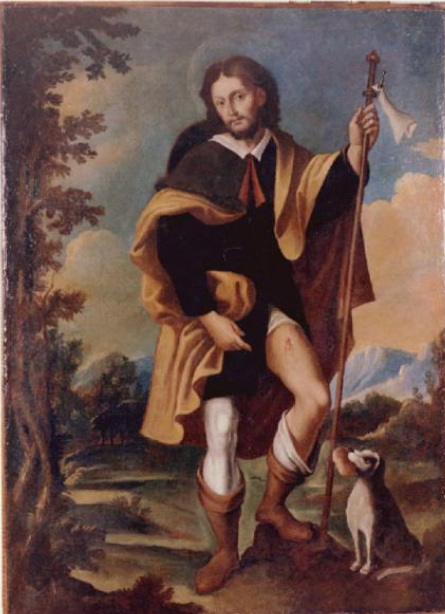
San Rocco

## Opere
- 1590-1599: Adorazione dei pastori , chiesa di San Bartolomeo ai Morti di Crema.
- 1623: Ciclo affreschi della volta dell'oratorio della Beata Vergine Assunta di Calvenzano.[3]
- 1630: Concerto (159x210), olio su tela, conservato a Cremona presso il museo civico Ala Ponzone.[4]
- 1634: Il miracolo di San Biagio datato e firmato, per la chiesa di San Benedetto abate.
- 1634: Deposizione di Gesù dalla Croce chiesa di Sant'Antonio abate.
- 1634: Sant'Ubaldo scaccia i demoni.[5]
- 1635: Santi Bernardino, Giuliano e Fermo in adorazione del Santissimo Sacramento dipinto conservato come pala d'altare di san Bernardino da Siena per la chiesa di San Martino di Leffe.
- 1636: Trionfo di Maria tra uno stuolo di santi e sante, olio su tela per la chiesa di San Martino di Leffe.[6]
- Madonna col Bambino tra i santi Bonaventura e Francesco (215x333) olio su tela, per la chiesa di San Bernardino di Crema.
- Nascita di Maria realizzato per la cappella privata della Villa Litta Carini di Orio Litta in provincia di Lodi.
- Santissimo Crocifisso con la Madonna e san Giovanni. affresco dell'abside dell'oratorio del Santissimo Crocifisso al Quartierone.[7]
- Madonna col Bambino, san Bonaventura e san Francesco, conservata come pala d'altare della cappella di san Bonaventura della chiesa di San Bernardino degli Osservanti di Crema.
- Madonna col Bambino e i santi Rocco e Sebastiano, olio su tela, del Seicento per la chiesa di San Giacomo Maggiore.
- San Giovanni Battista con sante vergini e martiri e  Madonna col Bambino e santi  chiesa di San Pietro apostolo di Salvirola.[8]
- Storie della vita di san Nicola da Tolentino chiesa di San Nicola da Tolentinoa Nembro
- 1636: Ritratto di suonatore con chitarra (116x93) esposto nell'Accademia Tadini di Lovere.[1] Considerata la sua ultima opera.